# Castellvell del Camp
Castellvell del Camp település Spanyolországban, Tarragona tartományban. Castellvell del Camp Almoster, Reus és L'Aleixar községekkel határos. Lakosainak száma 2995 fő (2024).

## Népesség
A település népessége az elmúlt években az alábbi módon változott:
| Lakosok száma | 298  | 736  | 639  | 631  | 692  | 1981 | 2686 | 2869 | 2857 | 2995 |
|               | 1717 | 1887 | 1936 | 1960 | 1986 | 2004 | 2009 | 2014 | 2019 | 2024 |